# Chrzypsko Małe
Chrzypsko Małe – wieś w Polsce położona w województwie wielkopolskim, w powiecie międzychodzkim, w gminie Chrzypsko Wielkie nad Jeziorem Chrzypskim.

## Charakterystyka
Wieś pierwotnie związana była z Wielkopolską. Ma metrykę średniowieczną i istnieje co najmniej od końca XIV wieku. Wymieniona pierwszy raz w łacińskim dokumencie z 1393 jako „Malochribsko, Krzipsko”, 1395 „Parvum Chribsko”, 1396 „Kribszko Parvum”, 1399 „Parvum Crzibsko”, 1401 „Minus Chrzipsko”, 1403 „Crzibsko, Male Chrzipsko, Malo Chrzipsko”, 1408 „Chrzypsko Minor”, 1499 „Male Chrypsko”, 1508 „Chrzipsko Minor”, 1563 „Chrzipsko Minus”.
Tereny, na których powstała miejscowość były zasiedlone jednak wcześniej niż odnotowały to archiwalne, historyczne zapisy. Archeolodzy odkryli na wschodnim brzegu jeziora Chrzypskiego osadę datowaną na VII-X wiek, która funkcjonowała także w XI i XII wieku.
Miejscowość była początkowo wsią szlachecką należącą do lokalnej szlachty wielkopolskiej z rodu Małochrzypskich, Chrzypskich, którzy od nazwy wsi przyjęli odmiejscowe nazwisko, a później także Lubickich, Koszuckich, Sierakowskich. W 1463 leżała w powiecie poznańskim Korony Królestwa Polskiego. W 1508 leżała w parafii Chrzypsko Wielkie.
W latach 1393–1396 jako właściciel we wsi odnotowany został Piotr Małochrzypski. W latach 1395–1405 Stanisław Lubicki z Lubicza jako poręczyciel prowadził spór sądowy z Piotrem i Broniszem, w wyniku którego został wwiązany przez woźnego sądu ziemskiego, w posiadłości w Chrzypsku Małym. W latach 1401–1405 odnotowano mieszczkę poznańską Streczkę siostrę Szymona Koszuckiego, która stała się właścicielką wsi tytułem zastawu. W 1405 Stanisław Lubicki udostępnił Szymonowi Koszuckiemu dwie części Małego Chrzypska, 1/3 młyna i 1/5 jeziora, a Mikołaj Żydowski i Dobiesław Małochrzypski zeznali przed sądem, że mu w posiadaniu wspomnianych dóbr nie będą przeszkadzać.
W 1463 Jakub Sierakowski dziedzic w Orlu Wielkim sprzedał braciom Maciejowi, Mikołajowi i Wojciechowi z Przyborowa Małego i Chrzypska Wielkiego swą macierzyznę w Małym Chrzypsku. W 1472 następuje podział majątku między wspomnianymi braćmi, w wyniku którego Wojciech otrzymał Przyborowo Małe i Małe Chrzypsko. W 1491 Maciej Chrzypski zapisał żonie Annie po 200 kop posagu oraz wiana na Chrzypsku Wielkim, Małym Chrzypsku oraz na wsi opuszczonej o nazwie Kąty.
Miejscowość odnotowano również w historycznych rejestrach poborowych. W 1499 wieś zalegała z podatkiem.W latach 1508–1509, pobrano podatki z części należących do wdowy od 1,5 łana oraz młyna, a także z części należącej do Kiliana Chrzypskiego: od 5 łanów, młyna oraz karczmy. W 1514 Kilian Chrzypski przeniósł czynsz dla wikariuszy katedry poznańskiej od sumy 48 grzywien z Brodowa w powiecie pyzdrskim i Biezdrowa na Chrzypsko Wielkie, Małe Chrzypsko oraz na 1/4 Pakawia. W 1563 miał miejsce pobór od 4 łanów, karczmy oraz młyna o jednym kole wodnym. W 1580 Jakub Chrzypski zapłacił pobór od 7,5 łana osiadłego, 0,5 łana karczmarskiego, 0,5 łana młynarskiego, 2 zagrodników, krawca oraz młyna o 2 kołach.
Wieś szlachecka Chrzipsko minus położona była w 1580 roku w powiecie poznańskim województwa poznańskiego w Rzeczypospolitej Obojga Narodów.
W wyniku II rozbioru Rzeczypospolitej w 1793, miejscowość przeszła w posiadanie Prus i jak cała Wielkopolska znalazła się w zaborze pruskim. W okresie Wielkiego Księstwa Poznańskiego (1815–1848) miejscowość należała do wsi większych w ówczesnym pruskim powiecie Międzyrzecz w rejencji poznańskiej. Chrzypsko Małe należało do okręgu sierakowskiego tego powiatu i stanowiło część majątku Sieraków, którego właścicielem był wówczas rząd pruski w Berlinie. Według spisu urzędowego z 1837 roku wieś liczyła 103 mieszkańców, którzy zamieszkiwali 10 dymów (domostw).
W latach 1919–1998 miejscowość należała do województwa poznańskiego.

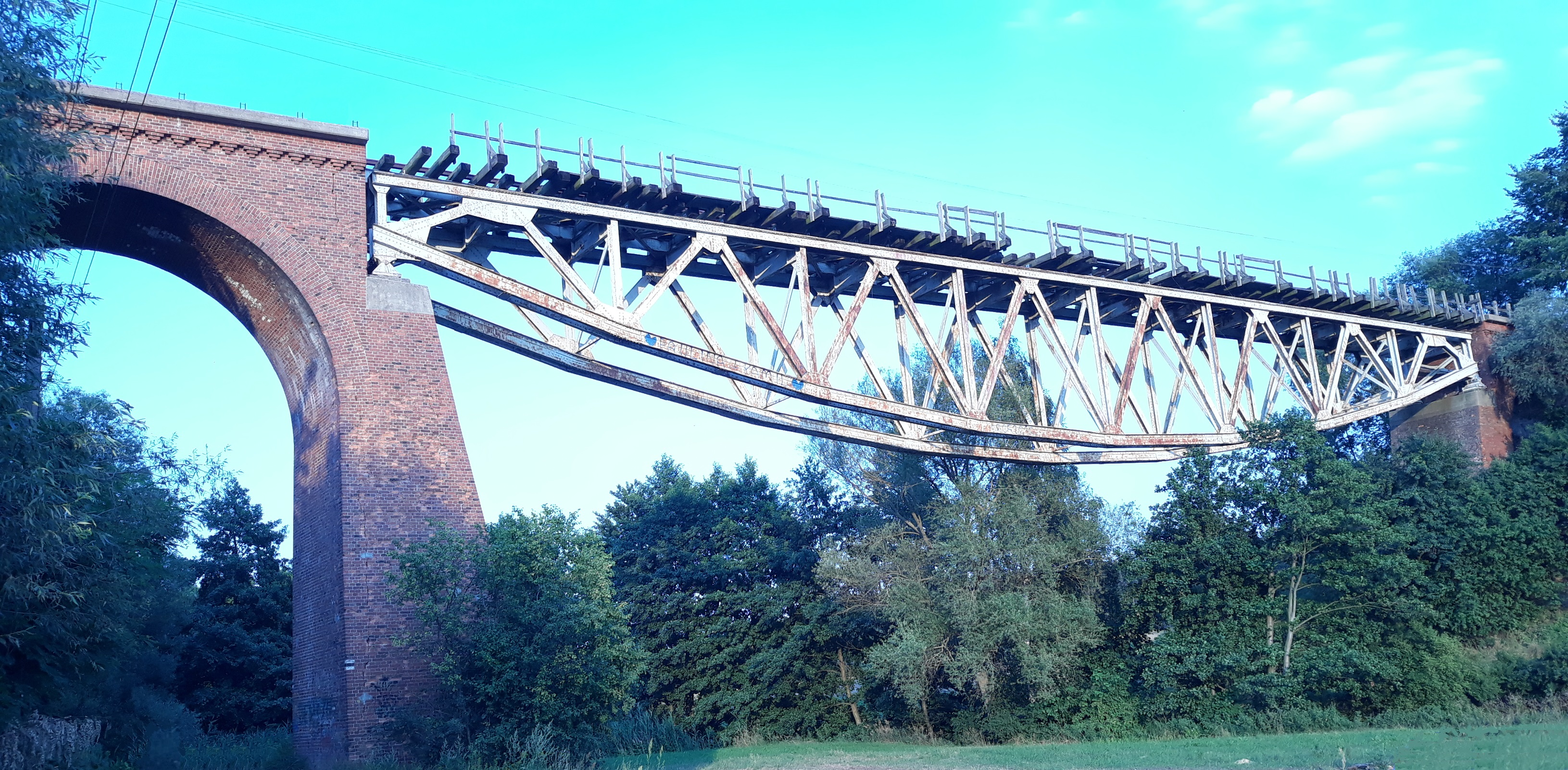
Most kolejowy w Chrzypsku Małym

W pobliżu miejscowości znajduje się most kolejowy z lat 1907–1908, wybudowany dla linii kolejowej Szamotuły – Międzychód 15 metrów nad lustrem rzeki Osiecznicy jako ceglany most sklepiony. Zniszczony w 1939, został zrekonstruowany w 1941 z użyciem kratownicy. Obecnie most posiada 4 przęsła o długości 14; 53,2; 14 oraz 13 metrów. Most pojawił się w teledysku Kiedy tylko spojrzę Sylwii Grzeszczak, promujący trzeci album piosenkarki pt. Komponując siebie.